# متلازمة غوفيرنور
متلازمة غوفيرنور هي حالةٌ طبيةٌ تتضمن ناسور مثاني معوي [الإنجليزية] مصحوبًا بألمٍ في فوق العانة وتكرار بولي وألمٍ عند التبول وزحير. سميَّت هذه المتلازمة نسبةً إلى الطبيب الفرنسي روبرت غوفيرنور.